# Figus Illinyi Albert
Figus Illinyi Albert (Salgótarján, 1927. január 19. – Jászberény, 1994. január 24.) orvos, a jászberényi Városi Kórház Gasztroenterológiai részlegének vezető főorvosa.

## Életútja, munkássága
Salgótarjáni, majd esztergomi diákévei után általános orvosi diplomáját a budapesti Orvostudományi Egyetemen szerezte 1951-ben. Első munkahelye a jászberényi kórház lett, és attól haláláig nem vált meg. Radiológusként hazánkban először írt a gyomorvérzések röntgendiagnosztikájáról.
1968-ban a jászberényi kórházban egy 25 ágyas gasztroenterológiai részleget szervezett, amelynek haláláig volt a vezetője. E részlegen a gyógyító munka igen magas szintű műszerezettség mellett folyt. Tevékenysége messze túlnőtt Jászberény határain.
Közel 120 dolgozata jelent meg a gasztroenterológia témaköréből. Egyik cikksorozatáért munkatársaival együtt elnyerte az Orvosi Hetilap Markusovszky-díját. Több mint 50 előadást tartott a hazai és külföldi kongresszusokon. Kandidátusi értekezését is a korai gyomorrákról írta. Hosszú időn át konziliáriusként segítette az Országos Onkológiai Intézet endoszkópos laboratóriumának munkáját.

## Díjai, elismerései
- Markusovszky díj (1972)
- ”Pro urbe” Jászberény (1976)
- ”Durst János” díj (1982)
- Jászberény város díszpolgára (1986)
- ”Pro Optimo Merito in Gastroenterologia” kitüntetés (1991)